# Jane Seymour (aktorka)
Jane Seymour, właśc. Joyce Penelope Wilhelmina Frankenberg (ur. 15 lutego 1951 w Hayes (Hillingdon)) – brytyjska aktorka i producentka telewizyjna.
Odtwórczyni roli Michaeli Anne „Doktor Mike” Quinn w serialu CBS Doktor Quinn (1993–98), za którą zdobyła Złoty Glob dla najlepszej aktorki w serialu dramatycznym i była dwukrotnie nominowana do nagrody Emmy. 
Laureatka Złotego Globu dla najlepszej aktorki w miniserialu lub filmie telewizyjnym za rolę antagonistki Catherine „Cathy” Ames, później znanej jako Kate Trask w miniserialu ABC Na wschód od Edenu (East of Eden, 1981) na podstawie powieści Johna Steinbecka. Zwyciężczyni nagrody Emmy za rolę Marii Callas w filmie telewizyjnym ABC Onassis – najbogatszy człowiek świata (Onassis: The Richest Man in the World, 1988) z Raúlem Julią. 
20 kwietnia 1999 otrzymała własną gwiazdę w Alei Gwiazd w Los Angeles znajdującą się przy 7000 Hollywood Boulevard.
W 2000 otrzymała Order Imperium Brytyjskiego. 

## Życiorys

### Wczesne lata
Urodziła się w Hayes na przedmieściu Londynu w gminie London Borough of Hillingdon jako córka holenderskiej pielęgniarki Mieke (z domu van Tricht; ur. 30 stycznia 1914 w Deventer, zm. 3 października 2007 w Middlesex) i lekarza położnika Johna Benjamina Frankenberga (zm. 1990). Przodkowie jej ojca pochodzili z Polski (Nowe Trzepowo) i Niemiec, byli Żydami. Jej dziadek pochodził z Płocka. Jej matka w latach II wojny światowej była pielęgniarką w Indonezji, a później więźniarką japońskiego obozu jenieckiego, gdzie niosła pomoc rannym w skrajnie trudnych warunkach (m.in. brak lekarstw). Po wojnie osiadła w Anglii i wyszła za mąż za Johna Frankenberga, z którym oprócz córki Joyce (późniejszej Jane Seymour) miała jeszcze dwie córki: Anne Gould i Sally.
Seymour uczęszczała do Arts Educational School w Tring w hrabstwie Hertfordshire. Marzyła o karierze baletnicy. Debiutowała jako 13-latka na London Festival Ballet, jednak kontuzja kolana przekreśliła plany. Postanowiła więc spróbować aktorstwa. W tym celu wymyśliła sobie pseudonim „Jane Seymour” na wzór królowej Anglii, trzeciej żony Henryka VIII.

### Kariera
W 1969 debiutowała na ekranie jako chórzystka w filmie muzycznym Richarda Attenborough Och, jaka piękna wojna! (Oh! What a Lovely War) z Maggie Smith i Dirkiem Bogarde’em. Rok później otrzymała pierwszą główną rolę Lillian Stein, Żydówki szukającej schronienia przed nazistowskimi prześladowaniami w dramacie wojennym The Only Way (1970). W biograficznym dramacie wojennym Richarda Attenborough Młodość Winstona (Young Winston, 1972) wystąpiła jako Pamela Plowden, kochanka Winstona Churchilla.
Stała się rozpoznawalna jako Emma Callon w serialu BBC The Onedin Line (1973). Wkrótce została obsadzona w roli dziewczyny Jamesa Bonda – Solitaire w filmie Guya Hamiltona Żyj i pozwól umrzeć (Live and Let Die, 1973) u boku Rogera Moore’a oraz jako siostra Kasima – Farah w filmie przygodowym Raya Harryhausena Sindbad i oko tygrysa (Sinbad and the Eye of the Tiger, 1977) z udziałem Patricka Wayne’a, syna legendarnego ekranowego kowboja Johna Wayne’a. Za rolę Marjorie Chisholm Armagh w miniserialu NBC Kapitanowie i królowie (Captains and the Kings, 1976) z Perrym Kingiem, Patty Duke, Robertem Vaughnem i Richardem Jordanem była nominowana do nagrody Emmy. Można ją było potem zobaczyć w telefilmie ABC Historia Dawida (The Story of David, 1976) z Timothym Bottomsem jako Batszebę, serialu science fiction ABC Battlestar Galactica (1978) jako Serinę oraz komedii Niebiański pies (Oh, Heavenly Dog!, 1980) z Chevy Chase w roli Jackie.
W 1980 Seymour zagrała sceniczną rolę Constanze Weber, żony Mozarta (Tim Curry) w przedstawieniu Petera Shaffera Amadeusz u boku Iana McKellena (jako Antonio Salieri). Spektakl odniósł sukces na Broadwayu, był wystawiany 1181 razy i nominowany do siedmiu nagród Tony Award, z czego otrzymał pięć. Jej kreacja młodej aktorki teatralnej Elise McKenna w melodramacie fantasy Jeannota Szwarca Gdzieś w czasie (Somewhere in Time, 1980) z Christopherem Reeve’em zdobyła nominację do nagrody Saturna w kategorii najlepsza aktorka drugoplanowa. 
W filmie CBS Clive’a Donnera Szkarłatny kwiat (The Scarlet Pimpernel, 1982) wg powieści Emmuski Orczy z Anthony Andrewsem zagrała postać francuskiej aktorki Marguerite Blakeney (z domu St. Just). W filmie przygodowo-sensacyjnym Lassiter (1984) z Tomem Selleckiem jako Sara Wells wystąpiła nago. W 1987 pozowała do magazynu „Playboy”. Za rolę Natalie Henry, amerykańskiej Żydówki uwięzionej w Europie w czasie II wojny światowej w miniserialu ABC Wojna i pamięć (War and Remembrance, 1988-89) była nominowana do Złotego Globu i Emmy. W 1989 z okazji 200. rocznicy Rewolucji Francuskiej, Seymour pojawiła się jako skazana francuska królowa Maria Antonina Austriaczka w filmie telewizyjnym Rewolucja francuska (La Révolution française), nakręconym w języku francuskim i angielskim. Popularność, uznanie krytyki i kolejny Złoty Glob (1996) zdobyła jako dr Michaela „Mike” Quinn w serialu CBS Doktor Quinn (Dr. Quinn, Medicine Woman, 1993–2001).
W 2007 wzięła udział w V edycji Tańca z gwiazdami, gdzie zajęła 6 miejsce z Tonym Dovolanim.

### Życie prywatne
Była czterokrotnie zamężna. 10 lipca 1971 roku poślubiła Michaela Attenborough, syna Richarda, z którym się rozwiodła w roku 1973. W latach 1977–1978 była żoną Victora Geoffreya Planera. 18 lipca 1981 roku po raz trzeci wyszła za mąż za Davida Flynna, z którym miała dwoje dzieci: córkę Katherinę (ur. 7 stycznia 1982) i syna Seana (ur. 31 lipca 1985). W 1992 doszło do rozwodu. 15 maja 1993 poślubiła aktora, reżysera i producenta filmowego Jamesa Keacha, z którym miała bliźniaki: Johna Stecyego i Kristophera Stevena (ur. 30 listopada 1995). Zamieszkała w Malibu i zabytkowym domu w Anglii. Wspólnie z Keachem  reżyserowała i produkowała filmy, w których zagrała, w tym Nowe przygody szwajcarskiej rodziny Robinsonów, Zapisane w sercu czy odcinki serialu Dr Quinn. 16 grudnia 2015 roku rozwiodła się.
Zaangażowana w działalność UNICEF, malowała obrazy, pisała książki.

## Filmografia
- 1972 – The Strauss Family

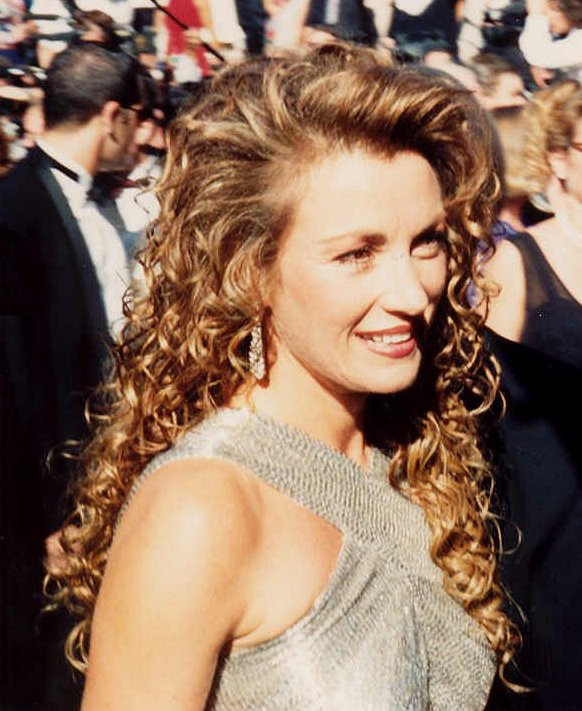
Jane Seymour (1994)

- 1973 – Żyj i pozwól umrzeć (Live and Let Die)
- 1977 – Sindbad i oko tygrysa (Sinbad and the Eye of the Tiger)
- 1978 – Love's Dark Ride
- 1980 – Gdzieś w czasie (Somewhere in Time)
- 1981 – Na wschód od Edenu (East of Eden) [TV, miniserial]
- 1983 – The Phantom of the Opera
- 1983 – Oberża na pustkowiu (Jamaica Inn) [TV, miniserial]
- 1985 – Romans z zamężną kobietą (Obsessed with a Married Woman)
- 1988 – Onassis – najbogatszy człowiek świata (Onassis: The Richest Man in the World) [TV]
- 1988–89 – Wojna i pamięć (War and Remembrance) [TV, miniserial]
- 1989 – Rewolucja francuska (La Révolution française)
- 1993 – Heidi
- 1993–1998 – Doktor Quinn (Dr. Quinn, Medicine Woman) [TV, serial]
- 1998 – Nowe przygody szwajcarskiej rodziny Robinsonów (The New swiss family Robinson)
- 2000 – Wczorajsze dzieci
- 2005 – Polowanie na druhny (The Wedding Crashers)
- 2006 – Tajemnice Smallville (Smallville)
- 2008 – Dear Prudence
- 2011 – Perfectly Prudence
- 2011 – Gry małżeńskie (Love, Wedding, Marriage)

## Publikacje
- Jane Seymour: Jane Seymour’s Guide to Romantic Living. Atheneum Book, 1986. ISBN 978-0689117862.
- Jane Seymour, Keach Keach: Yum!: A Tale of Two Cookies. Angel Gate, 1998. ISBN 978-1-932431-08-7.
- Jane Seymour, Keach Keach: Boing!: no bouncing on the bed (This One 'N That One). Nowy Jork: Putnam Juvenile, 1999. ISBN 978-0-399-23440-8.
- Jane Seymour, Keach Keach: Splat!: The Tale of a Colorful Cat. St. Louis: Turtleback Books, 2001. ISBN 978-1-4176-0825-6.
- Jane Seymour, Pamela Patrick Novotny: Two at a Time: Having Twins: The Journey Through Pregnancy and Birth. Atria Books, 2002. ISBN 978-0-671-03678-2.
- Jane Seymour: Remarkable Changes: Turning Life’s Challenges into Opportunities. Nowy Jork: HarperEntertainment, 2003. ISBN 978-0-06-008747-0.
- Jane Seymour: Making Yourself at Home: Finding Your Style and Putting It All Together. Dk Pub, 2007. ISBN 978-0-7566-2892-5.
- Jane Seymour: Open Hearts: If Your Heart Is Open, Love Will Always Find Its Way In. Filadelfia: Running Press, 2008. ISBN 0-7624-3662-X. OCLC 232128282.
- Jane Seymour: Among Angels. Nowy Jork: Guideposts, 2010. ISBN 978-0-8249-4850-4. OCLC 607977824.
- Jane Seymour: The Road Ahead: Inspirational Stories of Open Hearts and Minds. Post Hill Press, 2017. ISBN 978-1682614631.